# Hot Springs (Arkansas)
Pour les articles homonymes, voir Hot Springs.
La ville de Hot Springs est une ville de l'Arkansas, dans le comté de Garland aux États-Unis.

## Démographie
| 1860 | 1870  | 1880  | 1890  | 1900  | 1910   |
| ---- | ----- | ----- | ----- | ----- | ------ |
| 201  | 1 276 | 3 554 | 8 086 | 9 973 | 14 434 |

| 1920   | 1930   | 1940   | 1950   | 1960   | 1970   |
| ------ | ------ | ------ | ------ | ------ | ------ |
| 11 695 | 20 238 | 21 370 | 29 307 | 28 337 | 35 631 |

| 1980   | 1990   | 2000   | 2010   | - | - |
| ------ | ------ | ------ | ------ | - | - |
| 35 781 | 32 462 | 35 750 | 35 193 | - | - |

## Personnalité liée à la ville
- Ruth Coker Burks, militante américaine, y est née.
- Bruce Westerman, personnalité politique, y est né.

## Source
- (en) Cet article est partiellement ou en totalité issu de l’article de Wikipédia en anglais intitulé « Hot Springs, Arkansas » (voir la liste des auteurs).